# Jaume Carbonell i Sebarroja
Jaume Carbonell i Sebarroja (Barcelona, 20 de novembre de 1947) és pedagog, periodista i sociòleg. Ha estat director de la revista Cuadernos de pedagogía, nascuda l'any 1975, de la qual va formar part ja des del primer número, inicialment com a secretari de redacció, després com sotsdirector i més tard director. Al costat de Fabricio Caivano en una primera època i després en solitari, Jaume Carbonell va estar al capdavant de la revista fins que va jubilar-se al 2013. Actualment manté una intensa activitat com a conferenciant i articulista. És assessor del Diari de l'Educació i col·labora amb altres mitjans de comunicació.
A banda de la seva activitat com a periodista especialitzat en educació, Jaume Carbonell ha mantingut una llarga col·laboració com a professor associat a la Universitat de Vic-UCC i al centre que en va ser el seu antecedent, l'Escola de Mestres. Va deixar l'activitat docent al 2012, en què va fer la lliçó de jubilació en aquella universitat.
Jaume Carbonell també va formar part, com a membre, del Consejo Escolar del Estado entre 1983 i 1988. És germà de Jordi Carbonell i Sebarroja i fill de Pere Carbonell i Fita. És autor d'una àmplia i extensa bibliografia.